# Клад Мелсонби
Клад Мелсонби (англ. Melsonby Hoard) — клад, состоящий из сотен предметов железного века, найденный в декабре 2021 года в поле возле деревни Мелсонби в Северном Йоркшире, Англия, Великобритания. Место было раскопано в 2022 году археологами из Даремского университета при содействии Британского музея и финансовой поддержке Historic England. Широкой общественности о находке стало известно только в марте 2025 года, когда некоторые предметы были выставлены на временную экспозицию в Йоркширском музее в Йорке.

## Обнаружение клада

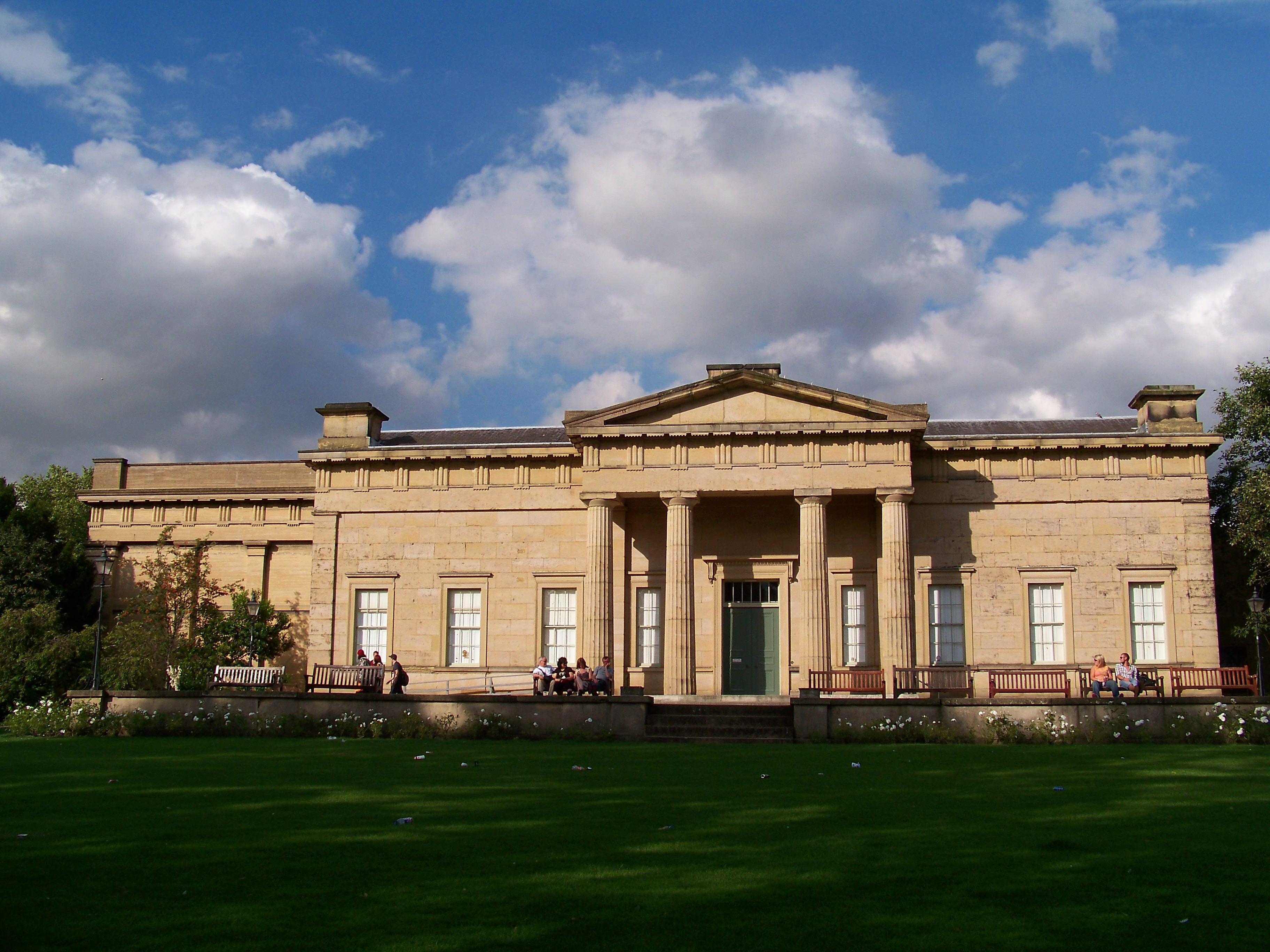
Йоркширский музей

Клад был найден при помощи металлоискателя закопанным в поле недалеко от деревни Мелсонби (англ.) в Северном Йоркшире. Питер Хедс сообщил о находке в декабре 2021 года, после чего были проведены археологические раскопки специалистами из Даремского университета в 2022 году. Раскопки проводились при содействии Британского музея и финансировании Historic England.
Участвовавшие в раскопках учёные признали, что клад имеет международное значение и стал самым большим кладом металлических изделий железного века в Британии, найденным до сих пор. Учёные считают, что артефакты захоронили в I веке нашей эры, во время римского завоевания южной части Британии. Место находки находится недалеко от укрепленного городища железного века Стэнвик, которое было столицей Картимандуи, королевы кельтского племени бригантов.
Среди более 900 предметов, обнаруженных в кладе к марту 2025 года, — остатки двух богато украшенных котлов, три церемониальных копья, железное зеркало, личные украшения, сложные упряжи и сбруи для пони и 28 железных шин, свидетельствующих об использовании четырёхколесных повозок, а также двухколёсных колесниц, всего не менее семи. По состоянию на март 2025 года большая часть предметов всё ещё подвергалась коррозии, и их ещё предстояло отделить и идентифицировать. Артефакты изготовлены из железа, медного сплава, стекла, эмали и кораллов из Средиземноморья. Один из котлов, возможно, чаша для смешивания вина с крышкой, демонстрирует смешение стилей декора Средиземноморья и железного века. Считается, что многие артефакты были намеренно повреждены или сожжены перед захоронением, чтобы продемонстрировать высокий статус их владельца, хотя человеческих останков обнаружено не было. Находка считается «исключительной», а количество и разнообразие предметов крайне необычны для Британии железного века. Вероятно, она демонстрирует связи влиятельной элиты не только Британии, но и Европы и римского мира.

## Сбор средств и экспонирование
Часть клада из Мелсонби в настоящее время хранится в Йоркширском музее в Йорке.
Публичный призыв Йоркширского музея собрать необходимые средства (500 000 фунтов стерлингов) для покупки клада у землевладельца, а также для его сохранения и постоянной экспозиции в музее был запущен в марте 2025 года.